# Werner Nickel (Künstler)
Werner Nickel (* 1. September 1935 in Oberschlesien; † 20. Juni 2016 in Nienburg) war ein deutscher Bildhauer und Künstler, der sich überwiegend der Innengestaltung von Kirchengebäuden gewidmet hat.

## Biografie
Die Familie Nickel musste zum Ende des Zweiten Weltkriegs die angestammte Heimat verlassen und fand in Schwanebeck bei Halberstadt ein neues Zuhause. Hier machte Werner Nickel, der zwei Schwestern und einen Bruder hatte, nach dem Schulbesuch eine Lehre als Steinmetz. Anschließend nahm er an der Burg Giebichenstein in Halle ein Studium zur Bildhauerei auf. Nach erfolgreichem Studienabschluss und nach dem Besuch eines Kurses Alter Sprachen studierte Nickel 1957–1961 am Priesterseminar Erfurt Theologie.
Anfang der 1960er Jahre kam er dann nach Nienburg bei Halle/Saale. Hier verband er beide Studienabschlüsse und widmete sich fortan der künstlerischen Ausgestaltung von Kirchenräumen.
Nickel war in dritter Ehe mit Sandra verheiratet. Aus erster Ehe hatte er zwei Töchter. Sein adoptierter Sohn ertrank im Alter von neun Jahren.
Das Credo des Künstlers lautete: „Es kommt darauf an, Kirche zu einem Ort zu machen, wo Menschen leben können. Dabei kann es nötig sein, sich von überlebten Formen und Riten zu trennen.“
Werner Nickel war Mitglied der Bischöflichen Kunstkommission im Bistum Magdeburg.
Außerdem war er aktives Mitglied der Glaubensgemeinschaft Die Hegge.

## Werke (Auswahl)

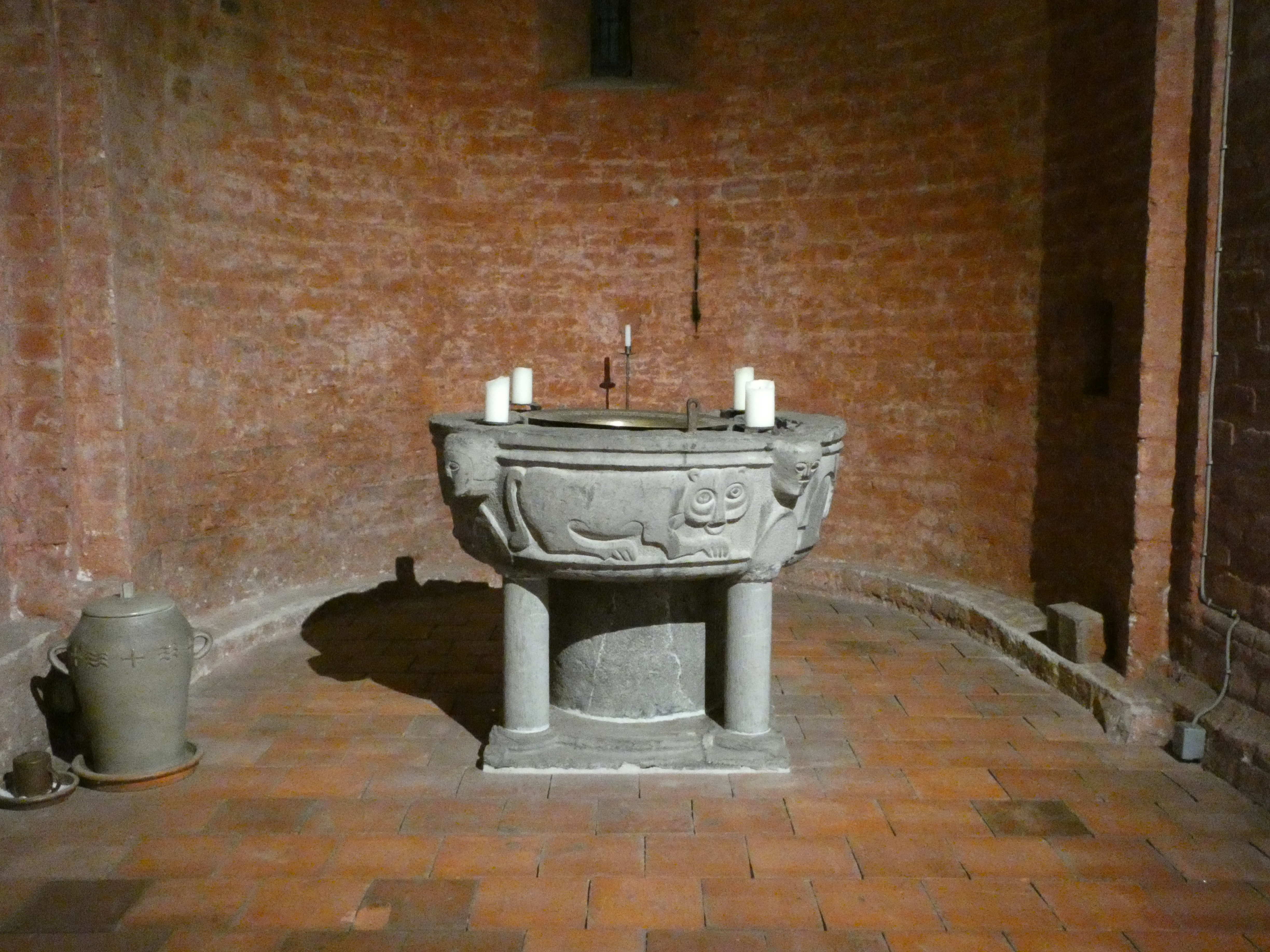
Taufstein in St. Nikolai, Brandenburg

Nickels Kunstwerke stehen unter dem Motto: „Immer geht es darum, das Wesentliche auf den Punkt zu bringen. Dies gelingt nicht zuletzt durch Weglassen.“
- 1977: Altar und Kreuzwegdarstellungen in St. Johannes Evangelist (Berlin-Johannisthal)
- 1980er: Pietà für die Nikolaikirche in Brandenburg: Das Schnitzwerk aus einem Stück Eiche zeigt die Gottesmutter mit ihrem toten Sohn Jesus auf dem Schoß, damit hatte Werner Nickel sein eigenes Erlebnis, nämlich seinen verstorbenen Sohn, verarbeitet. Zugleich wurde es Bestandteil eines größeren Gedenkortes, das an die Euthanasie-Verbrechen in zwei Zuchthäusern in Brandenburg erinnert und später auch an alle anderen Opfer von Terror und Gewalt.[1]
- In der Nikolaikirche Brandenburg befinden sich auch ein Altar und ein Tabernakel, die Nickel ausgeführt hat. Den älteren Taufstein (siehe Bild) hat er mit einer neuen Schale gestaltet.
- Stürzender Ikarus, Holzskulptur eines herabfallenden Menschen mit einer geballten Faust und angedeuteten Flügeln[1]
- 2010–2012: sieben Stationen eines Wortwegs im Hegge-Park im Kreis Höxter, die unter Nickels Anleitung von eingeladenen Künstlerinnen und Künstlern während zweier Werkwochen gestaltet wurden. Die Objektbezeichnung Wortweg bezieht sich darauf, dass aus Texten (Worten) der Bibel oder anderen christlichen Quellen Skulpturen aus Holz, Stein oder Metall entlang eines Parkweges dargestellt sind.[3][4]